# Joan Triadú
Joan Triadú Font (Ribes de Freser, 30 de julio de 1921-Barcelona, 30 de septiembre de 2010) fue un escritor, pedagogo y crítico literario.Activista cultural y resistente antifranquista, participó en muchos proyectos culturales catalanes significativos del siglo XX como la revista Serra d'Or, la revista Ariel, el diario Avui o Òmnium Cultural. Fue pionero de los cursos de catalán en la posguerra. En la faceta de pedagogo, fue director general de la Institución Cultural del CIC, entidad que creó la Escuela Thau Barcelona en 1963 y la Escuela Thau Sant Cugat en 1996. En 2021 se celebró el Año Joan Triadú en conmemoración del centenario de su nacimiento.

## Biografía

### Formación

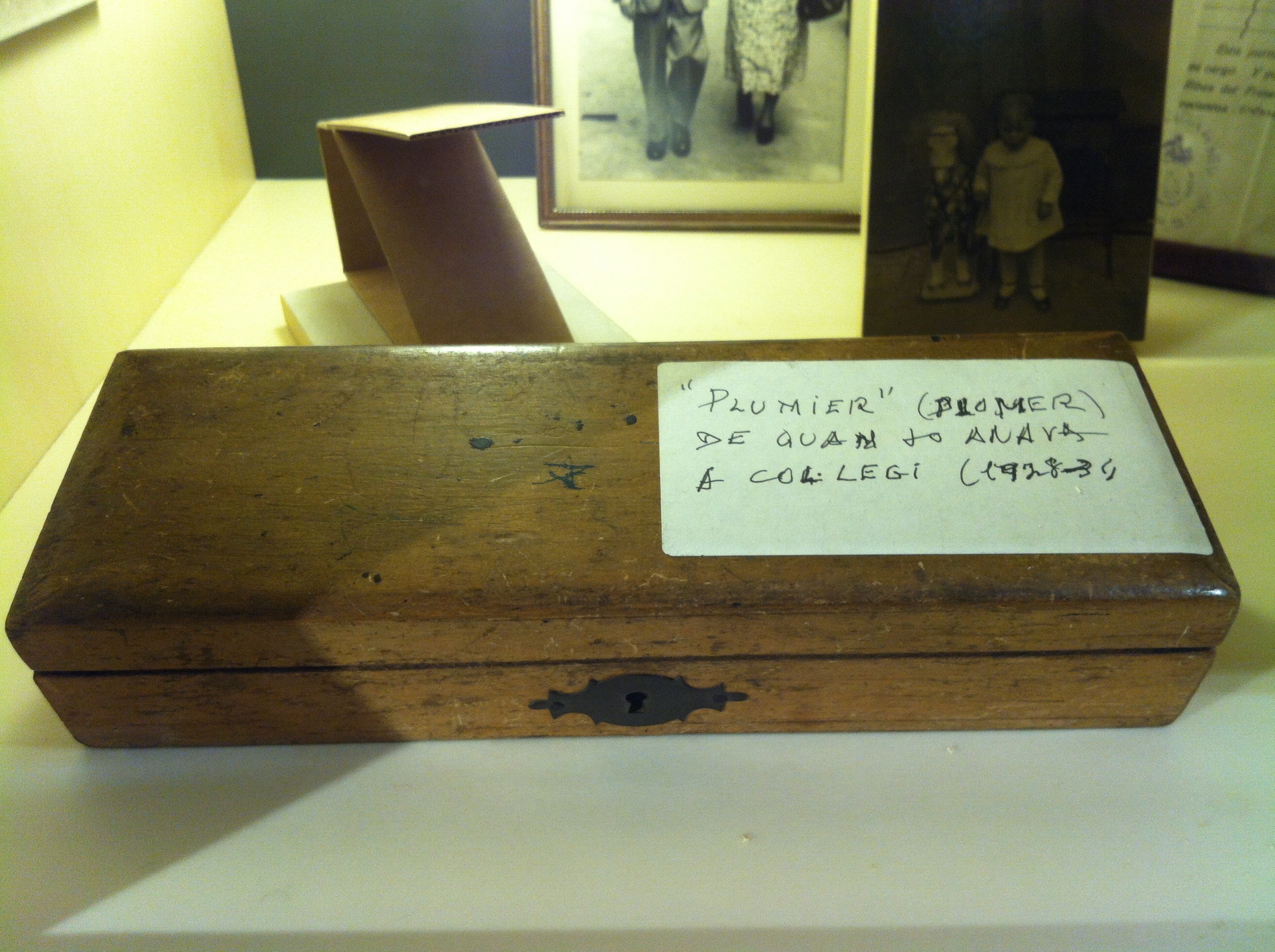
Plumier de Triadú

Nacido en una familia obrera de Ribes de Freser, estudió la primaria y el bachillerato en Barcelona en 1937 y posteriormente fue habilitado como maestro a través de un cursillo acelerado convocado por la Generalidad de Cataluña para atender las necesidades de escolarización de niños, ya que muchos maestros habían ido a la guerra civil. Superada esta prueba, se presentó al examen obligatorio de catalán y obtuvo el título de profesor de catalán de manos de Pompeu Fabra. Rápidamente, en enero de 1938, fue nombrado maestro interino de primaria por la Generalidad de Cataluña y destinado al Grupo Escolar Ferrer i Guardia, de Granollers, donde ejerció hasta el final de la guerra.
Acabado el conflicto, las nuevas autoridades no reconocieron los títulos académicos dados durante la guerra y Joan Triadú tuvo que examinarse de nuevo de todo el bachillerato durante el año 1939. En el nuevo curso 1939-1940 pudo entrar en la Universidad de Barcelona, donde estudió filología clásica. También asistió a los Estudios Universitarios Catalanes.Terminada la carrera, en junio de 1942 se le declaró con mucha virulencia una tuberculosis latente que obligó a operarlo y a seguir un largo proceso de convalecencia, primero en Barcelona y desde junio de 1943 en el pueblo de Cantonigròs. Este período lo aprovechó para realizar gran cantidad de lecturas y otras actividades, como organizar un concurso literario en el mismo pueblo, que lleva ya más de 25 ediciones anuales.
De nuevo en Barcelona en 1945, después de un período de trabajo como profesor en diversas escuelas e instituciones, pudo marcharse a Inglaterra donde fue lector de catalán en la Universidad de Liverpool entre 1948 y 1950.

### Crítico cultural
Antes de marcharse a Inglaterra, en 1946 fue uno de los fundadores de la revista Ariel donde empezó su labor como crítico literario. La revista se publicó de forma clandestina hasta 1951, cuando fue suspendida por las autoridades nacionales.
Vuelto de Inglaterra, su labor como crítico tomó un nuevo giro en 1951 con la publicación de una Antologia de la poesía catalana 1900-1950 y una Antologia de contistes catalans, que resultaron polémicas por la selección de autores y los comentarios críticos que volcó. Carles Riba ocupaba un lugar destacado. En 1953 publicó en Oxford una Anthology of catalan lyric poetry, con una extensa introducción que el mismo año publicó rehecha en catalán como Panorama de la poesia catalana.
Posteriormente continuó desarrollando la faceta de crítico de la literatura en las revistas, Forja, Pont Blau, Vida Nova, Serra d'Or, en el diario Avui y en diversas publicaciones locales, comarcales y de entidades.

### Promotor cultural
Durante su convalecencia, en 1944 fundó, junto con Jordi Parcerisas, el Concurso Parroquial de Poesía de Cantonigròs, bajo el amparo del obispado de Vic y con la complicidad del párroco de la parroquia de Sant Roc de Cantonigròs, especialmente mosén Josep Cruells y Rodellas desde 1963. Por este certamen pasaron las principales personalidades de las letras catalanas y supuso una excelente plataforma para la continuidad de la proyección pública de los escritores consagrados y el descubrimiento de nuevos valores.
En 1954 fue uno de los fundadores de la Agrupació Dramàtica de Barcelona.
A partir de 1969 fue el artífice de la transformación del Concurso de Poesía de Cantonigròs en las Fiestas Populares de Cultura Pompeu Fabra, que se desarrollaron hasta el año 1993.
Su preocupación por la lengua catalana le llevó a desarrollar una gran actividad como profesor de catalán ya interesarse cada vez más por la formación de profesores de la lengua y la literatura catalanas. Por este motivo, en 1961 puso en marcha la Junta Asesora para los Estudios de Catalán (JAEC). Miembro de Òmnium Cultural desde 1962, entidad de la que fue muchos años el secretario general técnico, complementó la labor de la JAEC con la fundación de la Delegación de Enseñanza Catalana (DEC), en 1965. Desde Òmnium Cultural , también participó en la gestación y organización del Premio Sant Jordi de novela y el Premio de Honor de las Letras Catalanas. Una vez recuperada la Generalidad de Cataluña fue miembro del Consejo de Enseñanza y Cultura y presidente de la Junta Permanente de Catalán.

### Pedagogo
Ya durante la carrera universitaria empezó a dar clases en diversas escuelas e instituciones privadas, clases que continuó de forma particular durante su estancia en Cantonigròs y reanudó después de su estancia en Inglaterra. Francisco Candel fue uno de sus alumnos de catalán. A partir de 1951 empezó su colaboración con la Institución Cultural de CICF, de la que llegó a ser director con el nombre de Institución Cultural del CIC y con la que fue fundador de la Escuela Thau, donde ejerció como director y profesor. Posteriormente también colaboró en la Escola Betània. También fue fundador, en 1975, del Consejo Catalán de Enseñanza y posteriormente primer presidente de la Sociedad Catalana de Pedagogía, filial del Institut d'Estudis Catalans. Se jubiló en verano de 1997.

### Otras actividades y distinciones

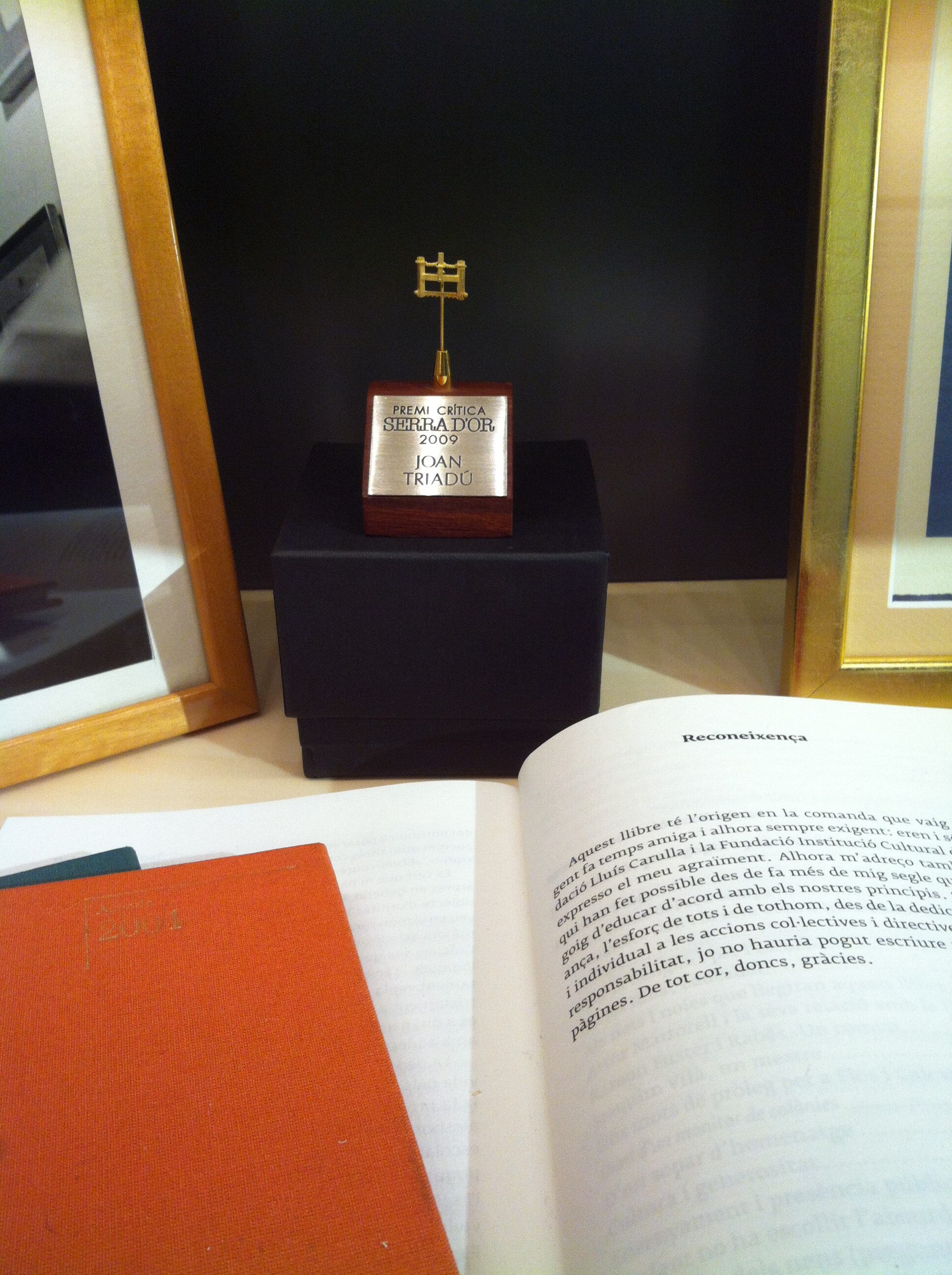
Premio Crítica Serra d'Or de biografías y memorias

Recién terminada la guerra civil española, colaboró en el Frente Nacional de Cataluña (FNC) en la redacción de artículos en el boletín Per Catalunya. Durante todo el franquismo participó activamente en la resistencia cultural catalana contra la dictadura.
En 1981 recibió el primer premio Ramon Fuster, del Colegio de Doctores y Licenciados en Filosofía y Letras y en Ciencias de Cataluña, por su labor pedagógica; en 1982 fue galardonado con la Creu de Sant Jordi de la Generalidad de Cataluña; en 1987 el Gremio de Editores le otorgó el premio Atlántida, por su labor como crítico literario; en 1992 obtuvo el Premio de Honor de las Letras Catalanas; en octubre de 1993 fue el Escritor del Mes de la Institución de las Letras Catalanas, en 1997 el Ayuntamiento de Barcelona le concedió la Medalla al Mérito Científico; en 1998 se le concedió el doctorado Honoris Causa por la Universidad Ramon Llull; y en 2001 fue distinguido con la Medalla de Oro de la Generalidad de Cataluña. En 2009 su libro de memorias Memorias de un siglo de oro gana el Premio Crítica Serra d'Or de biografías y memorias.
Fue miembro de la Asociación Internacional de Lengua y Literatura Catalanas (AILLC), del PEN Club, de la Asociación de Escritores en Lengua Catalana (AELC) y del Institut d'Estudis Catalans, así como del consejo consultivo de la Plataforma por la Lengua.
Fue padre de Joaquim Triadú y Vila-Abadal, consejero del gobierno de la Generalitat en la etapa de Jordi Pujol, y de Teresa Triadú y Vila-Abadal, durante muchos años directora de la Escuela Thau Sant Cugat. Falleció el 30 de septiembre de 2010 en Barcelona. Su funeral se realizó en la parroquia barcelonesa de Santa Teresa del Niño Jesús, con su féretro cubierto por la bandera catalana y escuchado por mossos d'esquadra en uniforme de gala. Sus restos reposan en el cementerio de Cantonigròs.
En diciembre de 2020 el gobierno de la Generalidad de Cataluña anunció que en 2021 sería el Año Joan Triadú, para conmemorar el centenario de su nacimiento.
Un tren de Ferrocarriles de la Generalidad de Cataluña lleva su nombre. Además, la estación de Provença acoge una exposición sobre el escritor.

## Obra

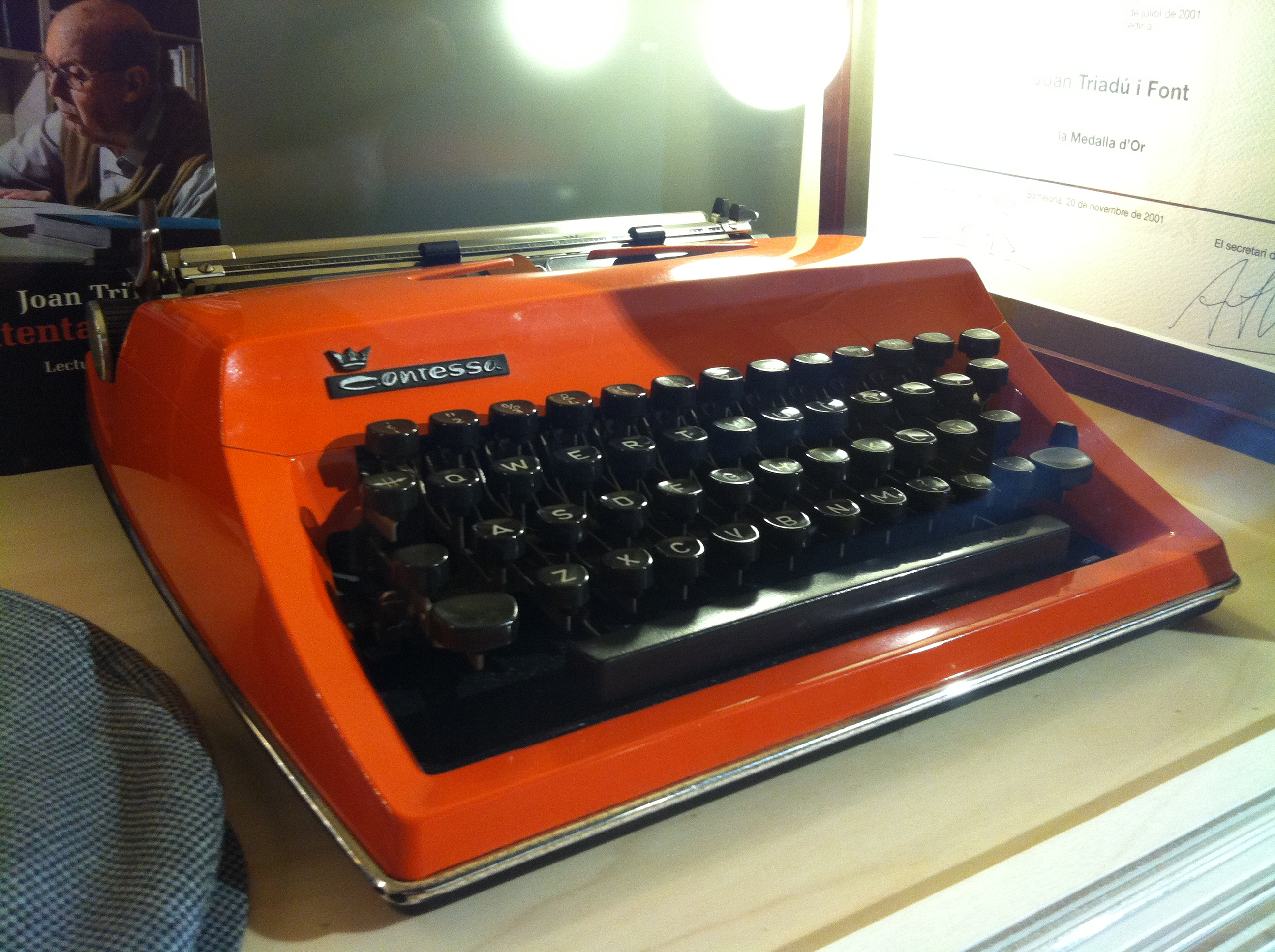
Máquina de escribir de Joan Triadú

Interesado en la recuperación de la memoria histórica de la lengua y la literatura catalanas a lo largo de la historia, se interesó más por el estudio literario que por la producción propia. Sin embargo, ésta, influenciada por su maestro y amigo Carles Riba i Bracons, no debe ser menospreciada.
Poesía
- 1948: Endimió. Barcelona: Ariadna

Prosa
- 1956: El Collsacabra. Itinerari espiritual. Barcelona: Els Cinquanta-cinc. (reedició Proa, 2001)

Antologías y ensayos
- 1951: Antologia de la poesia catalana 1900-1950. Barcelona: Selecta, 1951 (reedición de 1981 con los poemas censurados en 1951)
- 1951: Antologia de contistes catalans. Barcelona: Selecta, 1950
- 1953: Panorama de la poesia catalana. Barcelona: Barcino
- 1953: Anthology of Catalan Lyric Poetry Oxford: Edited by Joan Gili (The Dolphin Book, Co. Ltd.)
- 1954: La poesia segons Carles Riba. Barcelona: Barcino
- 1954: Narcís Oller. Resum biogràfic. Barcelona: Barcino
- 1961: La literatura catalana i el poble. Barcelona: Selecta
- 1963: Llegir com viure. Barcelona: Fontanella
- 1964: Nova antologia de la poesia catalana 1900-1964 (de Maragall als nostres dies). Barcelona: Selecta
- 1967: Prudenci Bertrana per ell mateix. Barcelona: Ed. 62
- 1969: Lectures escollides. Barcelona: Barcino (3 vol.) 1962,1965, 1969
- 1973: Nova antologia de la poesia catalana (de Maragall als nostres dies). Barcelona: Selecta
- 1978: Una cultura sense llibertat. Barcelona: Proa
- 1982: La novel·la catalana de postguerra. Barcelona: Ed. 62
- 1985: La poesia catalana de postguerra. Barcelona: Ed. 62
- 1993: Per comprendre Carles Riba. Manresa: Parcir
- 1999: La ciutat dels llibres. Barcelona: Proa
- 2003: 100 poesies catalanes que cal conèixer. De Verdaguer a M. Mercè Marçal. Barcelona: Pòrtic
- 2009: Textos i pretextos de pedagogia 1938-2008. Vic: Eumo Editorial
- 2011: Atentament. Lectures crítiques. Barcelona: Proa

Epistolarios
- 2005: Epistolari Jordi Arbonès - Joan Triadú (1964-1997), a cargo de Montserrat Bacardí y Susanna Álvarez. Quaderns. Revista de traducció 12, 2005, p. 85-113.
- 2009: Estimat amic. Cartes-Textos (Pere Calders i Joan Triadú), a cargo de Montserrat Bacardí i Susanna Àlvarez. Barcelona: Publicacions de l'Abadia de Montserrat, 2009.
- 2009: Epistolari Joan Coromines & Josep M. Batista i Roca, Joan Triadú, Albert Manent, a cura de Josep Ferrer. Prólogo de Carles Duarte. Barcelona: Edicions Curial, 2009.
- 2014: La maleta extraviada (Més cartes a Joan Triadú de Pere Calders), a cargo de Montserrat Bacardí y Susanna Àlvarez. Barcelona: Publicacions de l'Abadia de Montserrat, 2014.
- 2015: Joan Triadú. Cartes a Carme Porta, a cargo de Montserrat Bacardí y Susanna Àlvarez. Barcelona: Biblioteca del Núvol, 2015.
- 2022: Epistolari – Textos. Joan Triadú & Vicenç Riera Llorca, a cargo de Josep Ferrer y Joan Pujadas. Barcelona: Publicacions de l'Abadia de Montserrat, 2022.

Memorias
- 2001: Dies de memòria 1938-1940: diari d'un mestre adolescent. Barcelona: Proa
- 2008: Memòries d'un segle d'or. Barcelona: Proa
- 2021: Memòries d'un segle d'or. Barcelona. Pòrtic.

Traducciones
- 1957: Odes. Olímpiques I-V, de Píndar. Barcelona: Fundació Bernat Metge
- 1958: Els sonets de Shakespeare. Barcelona: Els Cinquanta-cinc
- 1959: Odes. Olímpiques VI-XIV, de Píndar. Barcelona: Fundació Bernat Metge
- 1970: 40 sonets de Shakespeare. Barcelona: Aymà (nova edició, 1982; edició definitiva a Proa, 1993)

Llibres commemoratius de l'Any Joan Triadú
- La llengua de la llibertat. Aplec de textos i parlaments sobre llengua i cultura. Textos de Joan Triadú i Font seleccionats per Josep M. Figueres. Barcelona: Editorial Base, 2021
- Joan Triadú, en conversa. Quaranta-vuit entrevistes a l’intel·lectual i home d’acció. A cura de Susanna Àlvarez i Rodolés. Vic: Eumo Editorial, 2021
- Joan Triadú: triar amb criteri. 75 articles de crítica literària (1946-2010). A cura de Susanna Àlvarez i Rodolés i Joan Josep Isern. Barcelona: Generalitat de Catalunya. Departament de Cultura, 2022